# Jonko Grosew
Jonko Miladinow Grosew (bulgarisch Йонко Миладинов Грозев, engl. Transkription Yonko Miladinov Grozev; * 27. Dezember 1965 in Sofia) ist ein bulgarischer Jurist und Richter am Europäischen Gerichtshof für Menschenrechte.

## Leben und Wirken
Grosew studierte von 1987 bis zu seinem Diplom 1991 Rechtswissenschaften an der Universität Sofia. Anschließend war er bis 2001 Teil eines Förderprogrammes des Europarates für bulgarische Richter für die Anwendung der Europäischen Menschenrechtskonvention. Nach Abschluss des Programmes war er dort selbst und für Anwälte als Ausbilder tätig. Seit 1993 ist er in Bulgarien als Anwalt tätig. 1995 erwarb er an der Harvard Law School den Titel Master of Laws. Er war Gründer und Mitglied zahlreicher Komitees für Menschenrechtsfragen und Ausschüsse in Bulgarien sowie diverser NGOs. Im Januar 2015 wurde er als Nachfolger von Sdrawka Kalajdschiewa als Vertreter Bulgariens zum Richter am Europäischen Gerichtshof für Menschenrechte (EGMR) gewählt. Er trat seine bis 2024 dauernde Amtszeit am 13. April 2015 an. Nachfolgerin als bulgarische Richterin am EGMR wurde 2024 Diana Kowatschewa gewählt.